# Aston Martin AMR25
L'Aston Martin AMR25 è una monoposto di Formula 1 realizzata dalla scuderia Aston Martin per prendere parte al campionato mondiale di Formula 1 2025.
La vettura è stata presentata il 23 febbraio 2025.

## Livrea
La livrea è quasi del tutto identica a quelle delle passate stagioni con l'unica eccezione del roll-bar di colore bianco in omaggio al nuovo main sponsor Ma'aden.

## Carriera agonistica

### Stagione
La scuderia inglese conferma per il terzo anno consecutivo la coppia formata da Fernando Alonso e Lance Stroll.
La scuderia conferma il trend negativo in atto dalla passata stagione con Stroll che raccoglie solo tre piazzamenti utili per i punti mentre l'esperto Alonso deve attendere fino alla nona gara in Spagna per tornare in zona punti, l'iberico coglie altri punti nelle due gare successive in Canada e Austria, con due settimi posti raccolti.
La bontà degli aggiornamenti è visibile anche nel successivo appuntamento a Silverstone dove il team inglese coglie il suo primo doppio piazzamento a punti dal GP di Gran Bretagna 2024, con Stroll settimo ed Alonso nono. Dopo un appuntamento in Belgio senza punti in Ungheria la squadra sfodera la sua miglior prestazione stagionale, arrivando settima con Stroll e quinta con Alonso, il piazzamento dello spagnolo è inoltre il suo miglior risultato in gara, nonché della scuderia stessa, dal Gran Premio d'Arabia Saudita 2024.

## Piloti
| Piloti ufficiali   | Piloti ufficiali  | Piloti ufficiali |
| Nazione            | Nome              | Numero           |
| ------------------ | ----------------- | ---------------- |
| Canada (bandiera)  | Lance Stroll      | 18               |
| Spagna (bandiera)  | Fernando Alonso   | 14               |
| Piloti di riserva  |                   |                  |
| Nazione            | Nome              | Numero           |
| Brasile (bandiera) | Felipe Drugovich  | 34               |
| Belgio (bandiera)  | Stoffel Vandoorne |                  |

## Risultati in Formula 1
| Anno | Team                | Motore   | Gomme | Piloti |     |     |    |    |    |     |    |     |    |    |    |   |    |   |  |  |  |  |  |  |  |  |  |  | Punti | Pos. |
| ---- | ------------------- | -------- | ----- | ------ | --- | --- | -- | -- | -- | --- | -- | --- | -- | -- | -- | - | -- | - |  |  |  |  |  |  |  |  |  |  | ----- | ---- |
| 2025 | Aston Martin Aramco | Mercedes | P     | Stroll | 6   | 9   | 20 | 17 | 16 | 165 | 15 | 15  | NP | 17 | 14 | 7 | 14 | 7 |  |  |  |  |  |  |  |  |  |  | 52    | 6º   |
| 2025 | Aston Martin Aramco | Mercedes | P     | Alonso | Rit | Rit | 11 | 15 | 11 | 15  | 11 | Rit | 9  | 7  | 7  | 9 | 17 | 5 |  |  |  |  |  |  |  |  |  |  | 52    | 6º   |

| Legenda | 1º posto     | 2º posto | 3º posto    | A punti         | Senza punti/Non class.  | Grassetto – Pole position Corsivo – Giro più veloce Apice – Risultato Sprint (A punti) |
| Legenda | Squalificato | Ritirato | Non partito | Non qualificato | Solo prove/Terzo pilota | Grassetto – Pole position Corsivo – Giro più veloce Apice – Risultato Sprint (A punti) |